# Owando

Owando é uma cidade e uma comuna da República do Congo, capital do departamento de Cuvette. Tinha uma população de 48 642 habitantes em 2023, data do último censo oficial do país.
À beira do rio rio Kouyou, foi fundada em 1903 como um posto colonial francês, sendo batizado em homenagem ao explorador Alexis Rousset, falecido naquele ano durante o serviço militar no território do Chade. Foi renomeada para Fort-Rousset em 1904 e, finalmente, para Owando em 1977.
Uma diocese católica romana foi criada na cidade em 1955, que se tornou uma arquidiocese em 2023.